# Dun Burga Water

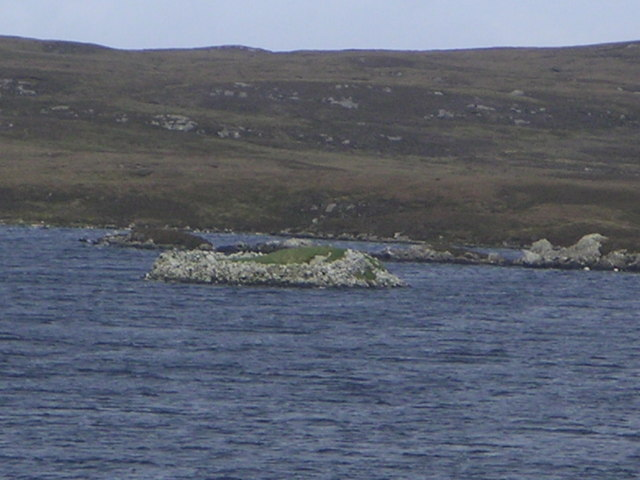
Dun Burga Water

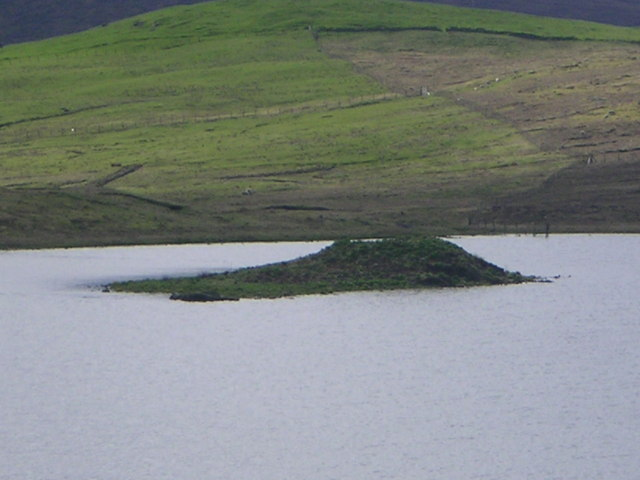
Insel Dun Burga Water

Das Dun Burga Water sind die Reste eines runden Duns (zunächst für einen Broch gehalten), das beinahe die gesamte Fläche einer kleinen Insel im See Burga Water auf Mainland, der Hauptinsel der Shetlands in Schottland einnimmt.
Vom Ufer aus sind der Teil der Außenwand auf einer Höhe von drei oder vier Steinlagen und die Trümmer an der Südseite zu sehen. Ein künstlicher Damm, von dem sich heute keine Spuren mehr finden und der von der Küste ausgegangen und unter der Wasserlinie in Serpentinen zur Insel geführt haben soll, ist überliefert (OSA 1798).
Eine unveröffentlichte Ausgrabung wurde vor 1931 durchgeführt. 
Die grobe Mauer variiert von etwa 2,5 m Dicke am Südeingang bis zu 1,0 m im Südosten und ist bis zu einer Höhe von 1,2 m erhalten. Gemessen an der Steinmenge, die außerhalb des Duns liegt, können die Wände nicht mehr als 3,0 m hoch gewesen sein. Der ovale umschlossene Bereich misst etwa 11, 0 × 10,5 m. Beide Wandseiten sind als Reste auf dem Großteil des Umfangs erhalten. Die Wände sind nach 1931 restauriert worden.
Doon Fort im Doon Lough (Loch an Dúin) etwa 9,0 km nördlich von Ardara, im County Donegal in Irland ist ein vergleichbares Dun.